# Coralliophila fimbriata
Coralliophila fimbriata là một loài ốc biển, là động vật thân mềm chân bụng sống ở biển trong họ Muricidae, họ ốc gai.

## Miêu tả
Loài này có kích thước giữa 8 mm and 27 mm

## Phân bố
Chúng phân bố ở Biển Đỏ, ở Ấn Độ Dương dọc theo Mauritius và vùng bể Mascarene và ở hải vực Ấn Độ Dương-Tây Thái Bình Dương.